# سلمان الصبیانی
سلمان الصبیانی (انگلیسی: Salman Al-Sibyani؛ زادهٔ ۱۱ نوامبر ۱۹۸۹) یک ورزشکار اهل عربستان سعودی است.
از باشگاه‌هایی که در آن بازی کرده‌است می‌توان به باشگاه فوتبال الاتحاد، باشگاه فوتبال الوحده عربستان سعودی، و باشگاه فوتبال الرائد عربستان سعودی اشاره کرد.
وی همچنین در تیم ملی فوتبال Saudi Arabia U23 بازی کرده است.